# Preveza
För prefekturen, se Preveza (prefektur).
Preveza (grekiska: Πρέβεζα) är en stad i nordvästra Grekland, i regionen Epirus, regiondelen Preveza. Det är huvudorten i prefekturen. 
Stadens invånarantal var 20 795 (2011). Utanför staden ligger Aktions flygplats. Ungefär 7 kilometer norr om Preveza ligger ruinerna av den romerska staden Nikopolis.